# Ох и Ах идут в поход
«Ох и Ах идут в поход» — рисованный
мультипликационный фильм, который создал в 1977 году режиссёр Юрий Прытков. Продолжение мультфильма «Ох и Ах» 1975 года.

## Сюжет
В начале мультфильма соседи в очередной раз услышали стоны Оха. Дед Ай-яй-яй решает вылечить Оха походом на природу. Тот нехотя соглашается и идёт в поход вместе с Ахом.
Неожиданно Ох повисает на мосту; Ах бросается его спасать, но в итоге оба товарища падают в воду. Повесив свои вещи сушиться, друзья устраивают пикник на природе, и Ах угощает Оха кашей. Утром их одеяло утаскивает приблудившаяся коза, но Ах останавливает её и кормит остатками каши. Затем друзья собирают вещи и идут домой.
В конце фильма Ах и Ох возвращаются домой весёлыми и здоровыми, принеся соседям цветы. Затем Ох пускает цветы на весь экран, и друзья машут зрителям руками на прощание.

## Создатели
| автор сценария             | Людмила Зубкова                                                                                                 |
| режиссёр                   | Юрий Прытков |
| художник-постановщик       | Татьяна Сазонова                                                                                                |
| композитор                 | Евгений Птичкин                                                                                                 |
| оператор                   | Михаил Друян |
| звукооператор              | Борис Фильчиков                                                                                                 |
| ассистенты                 | Ольга Апанасова, Елена Гололобова, О. Павлова, Н. Козлова                                                       |
| монтажница                 | Галина Смирнова                                                                                                 |
| художники-мультипликаторы: | Марина Восканьянц, Фёдор Елдинов, Владимир Шевченко, Иосиф Куроян, Олег Сафронов, Николай Фёдоров, Олег Комаров |
| художник                   | Анна Атаманова                                                                                                  |
| текст читает               | Вячеслав Невинный                                                                                               |
| редактор                   | Наталья Абрамова                                                                                                |
| директор картины           | Любовь Бутырина                                                                                                 |

## О мультфильме
Среди рисованных работ «Союзмультфильма» 1970-80-х гг. широкую популярность завоёвывают детские картины Ю. А. Прыткова («Коля, Оля и Архимед», 1972, «Ох и Ах» и «Ох и Ах идут в поход» — цикл, 1975-77, «Наш друг Пишичитай» — цикл, 1978-80, и др.)— Георгий Бородин

## Переиздания на Видео
- В 1980-е годы в СССР выпущен на VHS изданием «Видеопрограмма Госкино СССР». В России в первой половине 1990-х выпускался в коллекции «Лучшие советские мультфильмы» изданием «Studio PRO Video», с середины 1990-х — изданием «Союз Видео». Выпускался на DVD в сборнике мультфильмов «Дядя Стёпа — милиционер». Дистрибьютор «Крупный план».[2]